# Сарненські розстріли
Сарненська різанина була розстрілом приблизно 14 000-18 000 осіб, переважно євреїв, в окупованому нацистами місті Сарни, нині Рівненська область України, 27 та 28 серпня 1942 року.

## Історія

### Перед розправою
Місто Сарни, що входило до складу Польщі між 1919 та 1939 роками, було захоплено нацистською Німеччиною 8 липня 1941 року після нападу Німеччини на Радянський Союз 22 червня 1941 року. Населення Сарн становило від 5000 до 7000 євреїв. Радянські війська, які окупували місто за пактом Ріббентропа-Молотова та вторгнення радянських військ у Польщу у 1939 році, відступили. Українські націоналісти не відступали разом із радянськими силами, а натомість побачили можливість підтримати незалежність України через союзи з нацистами.
Незабаром після німецької окупації нацисти дозволили українцям грабувати єврейські активи протягом триденного періоду. Нацисти також використовували євреїв у примусовій праці. Після пограбування українцями євреї Сарн були змушені передати більшість активів нацистам, а управління в основному виконувала Українська допоміжна поліція — волонтерська організація, створена нацистами.
У період із 2 по 4 квітня 1942 р. у Сарнах було створено гетто, куди перемістили євреїв із Сарн та навколишніх міст. Приблизно 6000 євреїв потрапили до гетто.
У серпні 1942 року євреїв у Сарненському гетто було перевезено до Полеського табору в Сарнах. За оцінками, у цьому таборі вже було 15 000 євреїв, яких туди звезли з різних місць на північному сході Волині. Назва «Полеська» відноситься до району в Сарнах, де переважно проживають польські поселенці, причому таке поселення було заохочене польським урядом після окупації ним міста в 1921 р.
Пізніше, у серпні 1942 р., безпосередньо перед розправою, більшість євреїв із навколишніх міст були примусово переселені до Сарн. Одним з таких міст була Бережниця, також відома як Березниця, тодішнє переважно єврейське місто з населенням приблизно 1400 осіб, приблизно за п'ятнадцять миль на північний захід від Сарн. 26 серпня 1942 р. решту євреїв у Бережниці, яких налічувалось приблизно 1000, було перевезено до Сарн, приблизно половина з них була вбита у дорозі. Подібним чином, 26 серпня 1942 року всьому єврейському населенню сусіднього Рокітного було наказано вийти на ринкову площу, де людей систематично розстрілювали або вантажили у вагони, що очікували та були призначені до Сарн. Євреїв також примусово перевезли до Сарн з міст Томашгород, Клесів та Дубровиця.

### Різанина
Сарненська різанина відбулася протягом двох днів, 27–28 серпня 1942 року. За оцінками, від 14 000 до 18 000 осіб, переважно євреїв із Сарн та навколишніх міст, у тому числі приблизно 100 ромів, систематично страчували в ярах на околиці міста, де були підготовлені ями. Страти були здійснені німецькими військами та допоміжною поліцією України за сприяння близько 200 членів Організації Тодта. Деякі врятувалися від різанини, утікши в сусідні ліси після того, як деякі з в'язнів підпалили хатини в таборі і закликали людей тікати. Тисячі намагалися втекти, багато з них були вбиті на вулицях Сарн або іншим шляхом під час спроби втечі.

### Наслідки
Станом на 1945 рік приблизно 100 осіб були ідентифіковані як люди, що пережили Сарненський Голокост. Незрозуміло, скільки з тих, хто вижив, врятувалися від різанини 27–28 серпня 1942 року. Залишки громади Сарн обгороджені на місцевому єврейському цвинтарі та відновлені надгробки, які раніше використовувалися як тротуарна плитка. Пізніше цвинтар був зруйнований через будівництво над ним футбольного стадіону.
На місці різанини в Сарнах встановлено три меморіали в пам'ять про загиблих у Сарненській різанині з трьох гір кісток, покритих піском. Меморіал загиблим також встановлено на кладовищі Холон, Ізраїль. Меморіальна книга про історію єврейської громади в Сарнах була видана в 1961 р. і містила розповіді від першої особи тих, хто вижив із громади.